# Trigonaspis megaptera
Trigonaspis megaptera är en stekelart som först beskrevs av Georg Wolfgang Franz Panzer 1801.  Trigonaspis megaptera ingår i släktet Trigonaspis och familjen gallsteklar. Enligt den finländska rödlistan är arten sårbar i Finland. Arten är reproducerande i Sverige. Artens livsmiljö är lundskogar. Inga underarter finns listade i Catalogue of Life.